# San Telmo (nave)
La San Telmo era una nave spagnola varata nel 1788 e affondata nel 1819. Il vascello era comandato dal capitano Joaquín de Toledo y Parra.
La nave fece naufragio al largo dell'isola Livingston, nelle isole Shetland Meridionali (Antartide).
Il nome dell'isola San Telmo, un isolotto situato al largo della costa settentrionale dell'isola Livingston, commemora questo evento.